# HD 101930 b
HD 101930 b— планета-гигант, обращающаяся вокруг оранжевого карлика, в созвездии Живописца, находящегося на расстоянии 99 световых лет от Земли. Открытие было совершено методом доплеровской спектроскопии с помощью телескопа HARPS 14 февраля 2005 года.